# Grand Prix-wegrace der Naties 1963
De Grand Prix-wegrace der Naties 1963 was de tiende Grand Prix van het wereldkampioenschap wegrace voor motorfietsen in het seizoen 1963. De races werden verreden op 15 september op het Autodromo Nazionale di Monza nabij Monza in de Italiaanse regio Lombardije. Alleen de soloklassen, met uitzondering van de 50cc-klasse, kwamen aan de start. De wereldtitels in de 125cc-klasse, de 350cc-klasse en de 500cc-klasse waren al beslist. De 350cc-klasse sloot haar seizoen af.

## Algemeen
De Grand Prix des Nations werd verreden voor 50.000 toeschouwers. Het team van Suzuki had de wereldtitel in de 125cc-klasse al binnen en verscheen niet.

## 500cc-klasse
Opmerkelijke afwezige in de 500cc-race was Alan Shepherd, die met zijn Matchless G50 op de tweede plaats van het wereldkampioenschap stond. Even opmerkelijk was het feit dat Scuderia Duke haar twee inzetbare machines aan Derek Minter en Phil Read gaf, terwijl John Hartle gemakkelijk die tweede plaats van Shepherd kon overnemen. Minter en Read haalden de finish niet, wat Jack Findlay de kans gaf om met zijn Matchless G50 tweede te worden, weliswaar met twee ronden achterstand op MV Agusta-rijder en wereldkampioen Mike Hailwood. Fred Stevens werd met zijn Norton 30 M derde.
| Pos | Coureur       | Merk      | Tijd      | Pnt |
| --- | ------------- | --------- | --------- | --- |
| 1   | Mike Hailwood | MV Agusta | 1:03"33'0 | 8   |
| 2   | Jack Findlay  | Matchless | +2 ronden | 6   |
| 3   | Fred Stevens  | Norton    | +3 ronden | 4   |
| 4   | Bill Smith    | Norton    | +4 ronden | 3   |
| 5   | Ladi Richter  | Norton    | +4 ronden | 2   |
| 6   | Vasco Loro    | Norton    | +4 ronden | 1   |
| 7   | Raymond Shaw  | Matchless | +4 ronden |     |
| 8   | Othmar Drixl  | Norton    | +4 ronden |     |
| 9   | Alberto Picca | Gilera    | +5 ronden |     |
| 10  | Renzo Rossi   | Norton    | +7 ronden |     |

| Coureur             | Merk        | Oorzaak |
| ------------------- | ----------- | ------- |
| Jack Ahearn         | Norton      |         |
| Gyula Marsovszky    | Matchless   |         |
| Roland Föll         | Matchless   |         |
| Philippe Canoui     | Norton      |         |
| Dan Shorey          | Matchless   |         |
| Derek Minter        | Duke-Gilera |         |
| Phil Read           | Duke-Gilera |         |
| Angelo Tenconi      | M.G.        |         |
| Antonio De Simone   | Rudge       |         |
| Benedetto Zambotti  | Norton      |         |
| Emanuele Maugliani  | Gilera      |         |
| Giuseppe Dardanello | Norton      |         |
| Pietro Mencaglia    | Norton      |         |
| Remo Venturi        | Bianchi     |         |
| Paddy Driver        | Matchless   |         |

| Coureur              | Merk        | Oorzaak      |
| -------------------- | ----------- | ------------ |
| Benedicto Caldarella | Matchless   | [ 1 ]        |
| Fabián Villavelran   | Norton      | [ 1 ]        |
| Jorge Kissling       | Norton      | [ 1 ]        |
| Victorio Minguzzi    | Matchless   | [ 1 ]        |
| Mike Duff            | Matchless   |              |
| Alan Shepherd        | Matchless   |              |
| Joe Dunphy           | Norton      |              |
| John Hartle          | Duke-Gilera | Geen machine |
| Ralph Bryans         | Norton      |              |
| Syd Mizen            | Norton      |              |
| Vernon Cottle        | Norton      |              |
| Sven-Olof Gunnarsson | Norton      |              |
| Nikolaj Sevast'ânov  | CKEB        |              |
| Horacio Costa        | Norton      | [ 1 ]        |

### Top tien tussenstand 500cc-klasse
| Pos | Coureur       | Merk               | Pnt     |                |
| --- | ------------- | ------------------ | ------- | -------------- |
| 1   | Mike Hailwood | MV Agusta          | 40 (48) | Wereldkampioen |
| 2   | Alan Shepherd | Matchless          | 21      |                |
| 3   | John Hartle   | Duke-Gilera        | 20      |                |
| 4   | Phil Read     | Duke-Gilera        | 16      |                |
| 5   | Fred Stevens  | Norton             | 13      |                |
| 6   | Mike Duff     | Matchless          | 11      |                |
| 7   | Derek Minter  | Duke-Gilera        | 10      |                |
| 8   | Jack Findlay  | McIntyre-Matchless | 8       |                |
| 9   | Jack Ahearn   | Norton             | 5       |                |
| 10  | Bill Smith    | Norton             | 3       |                |

Punten tussen haakjes zijn inclusief streepresultaten.

## 350cc-klasse
Wereldkampioen Jim Redman sloot het seizoen in stijl af door de 350cc-race in Monza te winnen met bijna twee minuten voorsprong op Alan Shepherd, die een MZ RE 350-fabrieksracer had gekregen. Tommy Robb liep met zijn Honda RC 171 een ronde achterstand op. Feitelijk kwam Remo Venturi als derde over de finish, maar hij werd gediskwalificeerd omdat hij kort voor de start problemen had gekregen en met de machine van teamgenoot Renzo Rossi was gestart.
| Pos | Coureur        | Merk   | Tijd     | Pnt |
| --- | -------------- | ------ | -------- | --- |
| 1   | Jim Redman     | Honda  | 51"02'2  | 8   |
| 2   | Alan Shepherd  | MZ     | +1"54'0  | 6   |
| 3   | Tommy Robb     | Honda  | +1 ronde | 4   |
| 4   | Pavel Slavíček | Jawa   | +1 ronde | 3   |
| 5   | Dan Shorey     | AJS    |          | 2   |
| 6   | Fred Stevens   | Norton |          | 1   |

| Coureur       | Merk      | Oorzaak |
| ------------- | --------- | ------- |
| Mike Hailwood | MV Agusta |         |

| Coureur      | Merk    | Oorzaak |
| ------------ | ------- | ------- |
| Remo Venturi | Bianchi |         |

| Coureur     | Merk        | Oorzaak    |
| ----------- | ----------- | ---------- |
| John Hartle | Duke-Gilera | Teambeleid |
| Phil Read   | Duke-Gilera | Teambeleid |

| Coureur              | Merk      |
| -------------------- | --------- |
| Jack Ahearn          | Norton    |
| Mike Duff            | AJS       |
| Luigi Taveri         | Honda     |
| František Šťastný    | Jawa      |
| Gustav Havel         | Jawa      |
| Veikko Sulasaari     | Norton    |
| Len Ireland          | Norton    |
| Syd Mizen            | AJS       |
| Gilberto Milani      | Aermacchi |
| Sven-Olof Gunnarsson | Norton    |
| Nikolaj Sevast'ânov  | CKEB      |

### Top tien eindstand 350cc-klasse
| Pos | Coureur             | Merk        | Pnt     |                |
| --- | ------------------- | ----------- | ------- | -------------- |
| 1   | Jim Redman          | Honda       | 32 (50) | wereldkampioen |
| 2   | Mike Hailwood       | MV Agusta   | 28      |                |
| 3   | Luigi Taveri        | Honda       | 16      |                |
| 4   | František Šťastný   | Jawa        | 7       |                |
| 5   | Gustav Havel        | Jawa        | 7       |                |
| 6   | Remo Venturi        | Bianchi     | 6       |                |
| 6   | John Hartle         | Duke-Gilera | 6       |                |
| 6   | Alan Shepherd       | AJS / MZ    | 6       |                |
| 9   | Nikolaj Sevast'ânov | CKEB        | 5       |                |
| 10  | Mike Duff           | AJS         | 5       |                |

Punten tussen haakjes zijn inclusief streepresultaten.

## 250cc-klasse
De 250cc-klasse bleef maar spannend omdat Tarquinio Provini met zijn eenvoudige eencilinder Moto Morini 250 Bialbero het Jim Redman met de viercilinder Honda RC 163 moeilijk bleef maken. Dit keer won Provini voor Redman en diens stalgenoot Luigi Taveri. Derek Minter startte met een Benelli 250 Bialbero, maar viel uit, net als zijn teamgenoot Silvio Grassetti en de 21-jarige debutant Giacomo Agostini.
| Pos | Coureur               | Merk      | Tijd      | Pnt |
| --- | --------------------- | --------- | --------- | --- |
| 1   | Tarquinio Provini     | Morini    | 42"15'5   | 8   |
| 2   | Jim Redman            | Honda     | +13'9     | 6   |
| 3   | Luigi Taveri          | Honda     | +1"34'5   | 4   |
| 4   | Alan Shepherd         | MZ        | +1 ronde  | 3   |
| 5   | Stanislav Malina      | ČZ        | +1 ronde  | 2   |
| 6   | Tommy Robb            | Honda     | +1 ronde  | 1   |
| 7   | Paolo Campanelli      | MotoBi    | +2 ronden |     |
| 8   | Jack Findlay          | Mondial   | +2 ronden |     |
| 9   | Gianemilio Marchesani | Aermacchi | +2 ronden |     |
| 10  | E. Paolucci           | Mondial   | +3 ronden |     |

| Coureur          | Merk    | Oorzaak |
| ---------------- | ------- | ------- |
| Derek Minter     | Benelli |         |
| Giacomo Agostini | Morini  |         |
| Silvio Grassetti | Benelli |         |

| Coureur          | Merk   | Oorzaak    |
| ---------------- | ------ | ---------- |
| Ivan Schumann    | NSU    | [ 1 ]      |
| Raúl Kissling    | NSU    | [ 1 ]      |
| Phil Read        | Yamaha | Teambeleid |
| Umberto Masetti  | Morini | [ 1 ]      |
| Fumio Ito        | Yamaha | Teambeleid |
| Hiroshi Hasegawa | Yamaha | Teambeleid |
| Yoshikazu Sunako | Yamaha | Teambeleid |

| Coureur             | Merk              |
| ------------------- | ----------------- |
| Stanislav Malina    | CZ                |
| Bill Smith          | Honda             |
| Chris Anderson      | Aermacchi         |
| John Kidson         | Cotton-Moto Guzzi |
| Mike Hailwood       | MZ                |
| László Szabó        | MZ                |
| Isamu Kasuya        | Honda             |
| Kunimitsu Takahashi | Honda             |

### Top tien tussenstand 250cc-klasse
| Pos | Coureur             | Merk   | Pnt     |
| --- | ------------------- | ------ | ------- |
| 1   | Jim Redman          | Honda  | 40 (44) |
| 2   | Tarquinio Provini   | Morini | 38      |
| 3   | Tommy Robb          | Honda  | 21      |
| 4   | Fumio Ito           | Yamaha | 20      |
| 5   | Alan Shepherd       | MZ     | 11      |
| 5   | Luigi Taveri        | Honda  | 11      |
| 7   | Yoshikazu Sunako    | Yamaha | 9       |
| 8   | Mike Hailwood       | MZ     | 8       |
| 9   | Kunimitsu Takahashi | Honda  | 7       |
| 10  | Bill Smith          | Honda  | 4       |
| 10  | Stanislav Malina    | CZ     | 4       |

## 125cc-klasse
| Pos | Coureur             | Merk    | Tijd     | Pnt |
| --- | ------------------- | ------- | -------- | --- |
| 1   | Luigi Taveri        | Honda   | 39"41'4  | 8   |
| 2   | Jim Redman          | Honda   | +0'2     | 6   |
| 3   | Kunimitsu Takahashi | Honda   | +41'7    | 4   |
| 4   | Giuseppe Visenzi    | Honda   |          | 3   |
| 5   | John Grace          | Bultaco | +52'6    | 2   |
| 6   | Stanislav Malina    | ČZ      | +52'8    | 1   |
| 7   | Tommy Robb          | Honda   |          |     |
| 8   | Rex Avery           | EMC     |          |     |
| 9   | Pietro Mencaglia    | Honda   | +1 ronde |     |

| Coureur              | Merk    | Oorzaak    |
| -------------------- | ------- | ---------- |
| Alberto Gómez        | Zanella | [ 1 ]      |
| Aldo Caldarella      | Bultaco | [ 1 ]      |
| Héctor Pochettino    | Bultaco | [ 1 ]      |
| Horacio Maffia       | Ducati  | [ 1 ]      |
| Juan Carlos Salatino | Zanella | [ 1 ]      |
| Bert Schneider       | Suzuki  | Teambeleid |
| Frank Perris         | Suzuki  | Teambeleid |
| Ernst Degner         | Suzuki  | Teambeleid |
| Mitsuo Itoh          | Suzuki  | Teambeleid |
| Hugh Anderson        | Suzuki  | Teambeleid |

| Coureur              | Merk         |
| -------------------- | ------------ |
| Mike Duff            | Bultaco / MZ |
| Werner Musiol        | MZ           |
| Francisco González   | Bultaco      |
| Jean-Pierre Beltoise | Bultaco      |
| Alan Shepherd        | MZ           |
| Gary Dickinson       | Honda        |
| Peter Inchley        | EMC          |
| László Szabó         | MZ           |

### Top tien tussenstand 125cc-klasse
| Pos | Coureur             | Merk   | Pnt     |                |
| --- | ------------------- | ------ | ------- | -------------- |
| 1   | Hugh Anderson       | Suzuki | 54 (60) | Wereldkampioen |
| 2   | Luigi Taveri        | Honda  | 37 (47) |                |
| 3   | Bert Schneider      | Suzuki | 23      |                |
| 4   | Jim Redman          | Honda  | 21      |                |
| 5   | Frank Perris        | Suzuki | 16      |                |
| 6   | Ernst Degner        | Suzuki | 13      |                |
| 7   | Alan Shepherd       | MZ     | 11      |                |
| 8   | Kunimitsu Takahashi | Honda  | 10      |                |
| 9   | Tommy Robb          | Honda  | 8       |                |
| 10  | László Szabó        | MZ     | 7       |                |

Punten tussen haakjes zijn inclusief streepresultaten.
1922 · 1923 · 1924 · 1925 · 1926 · 1927 · 1928 · 1929 · 1930 · 1931 · 1932 · 1933 · 1934 · 1935 · 1936 · 1937 · 1938 · 1939 · 1947 · 1948 · 1949 · 1950 · 1951 · 1952 · 1953 · 1954 · 1955 · 1956 · 1957 · 1958 · 1959 · 1960 · 1961 · 1962 · 1963 · 1964 · 1965 · 1966 · 1967 · 1968 · 1969 · 1970 · 1971 · 1972 · 1973 · 1974 · 1975 · 1976 · 1977 · 1978 · 1979 · 1980 · 1981 · 1982 · 1983 · 1984 · 1985 · 1986 · 1987 · 1988 · 1989 · 1990